# Аусбіргі
Аусбіргі (ісл. Ásbyrgi) — каньйон, розташований у північно-східній частині острова Ісландія, недалеко від Акурейрі та Гусавіка. Одна з пам'яток Національного парку Єкулсаурґлювур. Формою нагадує підкову завдовжки 3,5 км, завширшки 1,1 км, висота стін сягає 100 метрів. Одне з найкрасивіших місць цього Національного парку та півночі Ісландії. Приблизно посередині каньйон розділений навпіл 25-метровим скельним утворенням з вертикальними стінками, званим Eyjan, що означає «острів». Каньйон сформований грандіозними льодовиковими повенями на річці Єкулса-а-Ф'єтлум, що відбулися двічі після закінчення останнього льодовикового періоду. Відтоді річка змінила русло і нині тече за 2 км на схід. За однією з легенд, каньйон набув своєї форми, коли Слейпнір, кінь Одіна, став сюди однією зі своїх восьми ніг.